# Withasomnin
Withasomnin ist ein natürliches Alkaloid aus der Gruppe der Pyrazole und zählt somit zu den Heterocyclen. Es wurde 1966 erstmals aus der Wurzel der Schlafbeere isoliert, von deren lateinischem Namen (Withania somnifera) sich auch der Trivialname durch Kontraktion (zusammen mit der Endung -in) ableitet.

## Aufbau und Synthese
Withasomnin lässt sich gedanklich in zwei Untereinheiten zerlegen: Δ1-Pyrrolin (gebildet aus L-Ornithin) und Phenethylamin (gebildet aus L-Phenylalanin).
Morimoto et al. beschreiben 1968 ein erstes Verfahren zur Totalsynthese auf der Basis von 4-Phenyl-3-hydroxymethylpyrazol. Anschließend wurden zahlreiche weitere Syntheseverfahren entwickelt, beispielhaft erwähnt seien hier ein frühes Ein-Schritt-Verfahren durch Cycloaddition von Phenylacetylen an die mesoionische Verbindung sowie ein aktuelles Verfahren unter Nutzung von Radikalen (radikalischer Ringschluss).

## Vorkommen von Withasomnin

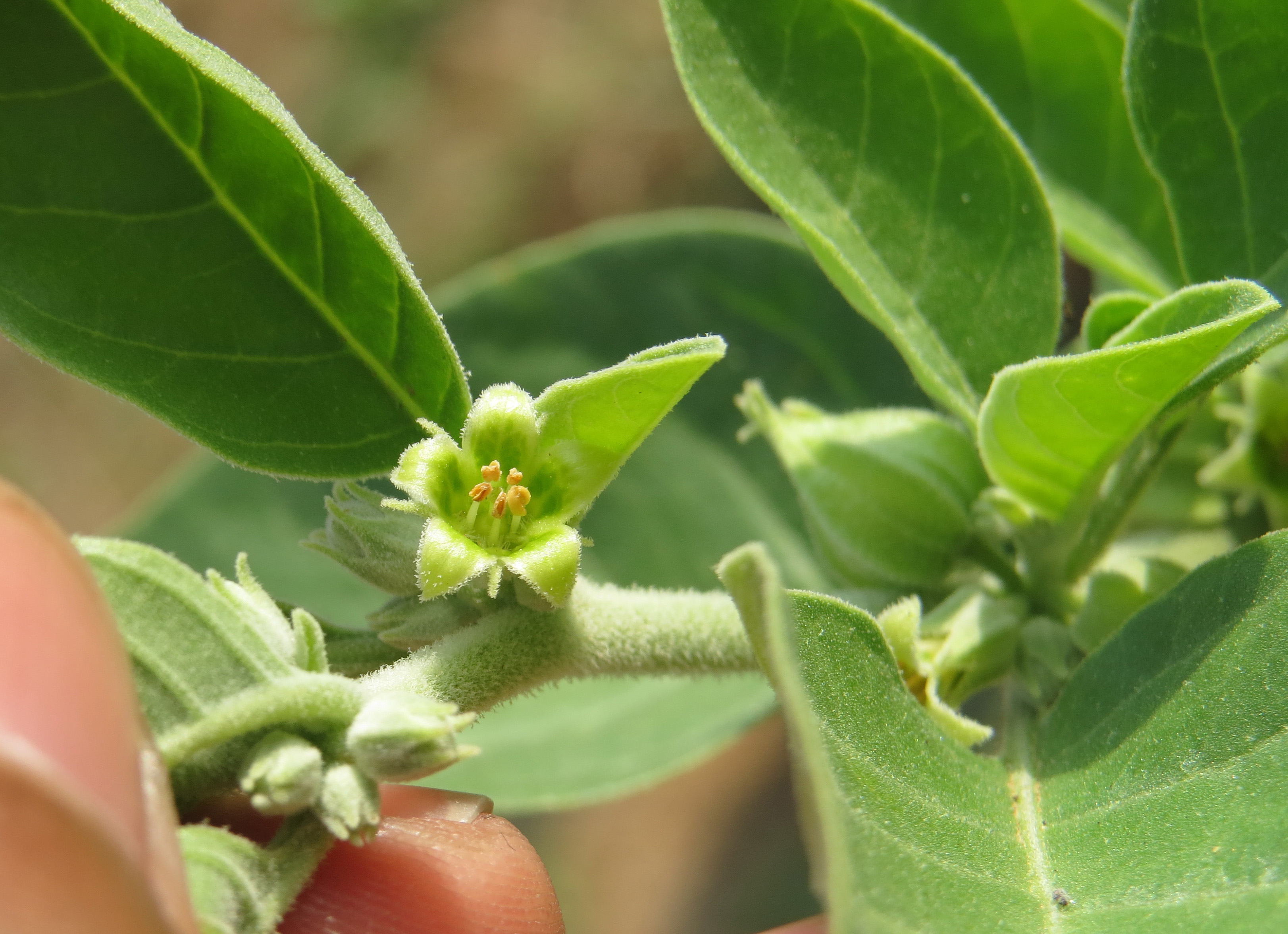
Schlafbeere (Withania somnifera)

Withasomnin gehört – neben weiteren Alkaloiden, Withanoliden, Aminosäuren und Polyphenolen – zu den pharmakologisch wirksamen Bestandteilen der Schlafbeere, die in der ayurvedischen Medizin vielseitige Verwendung findet.
Erstmals isoliert wurde das Withasomnin 1966 in einem alkoholischen Extrakt aus den Wurzeln der Schlafbeere, später konnte es auch in deren Blättern nachgewiesen werden. Daneben findet sich Withasomnin auch in weiteren, auf dem afrikanischen Kontinent heimischen Pflanzen wie Newbouldia laevis, Discopodium penninervium und Elytraria Acaulis.

## Eigenschaften
Frühe Studien verweisen auf die Non-Toxizität von Withasomnin sowie dessen schmerzlindernde, lokal betäubende, krampflösende und narkotische Wirkung. Ganz aktuell wurde das antimikrobielle Potenzial von Withasomnin in Docking-Studien mit einem Zielprotein vom Typ Topoisomerase IV nachgewiesen.
Zumeist werden die pharmakologischen Eigenschaften von Withasomnin jedoch nicht isoliert, sondern im Verbund mit den anderen Alkaloiden der jeweiligen Pflanze thematisiert, oft in Überprüfung der traditionellen Verwendung. So ist die antibakterielle, entzündungshemmende, antioxidative, antitumorale, immunmodulatorische und neuroprotektive Wirkung für die Inhaltsstoffe der Schlafbeere gut belegt. Analog dazu wurde auch die Anti-Malaria-Wirkung von Withasomnin nicht isoliert, sondern im Zusammenspiel mit Newbouldine und den weiteren Inhaltsstoffen der Newbouldia-Pflanze untersucht.